# Новотна, Яна
Я́на Но́вотна (чеш. Jana Novotná; 2 октября 1968, Брно, Чехословакия — 19 ноября 2017, Брно, Чехия) — чехословацкая и чешская профессиональная теннисистка.
- Победительница Уимблдона 1998 года.
- 12-кратная победительница турниров Большого шлема в женском парном разряде (в том числе двукратная обладательница «карьерного» Большого шлема).
- Четырёхкратная победительница турниров Большого шлема в смешанном парном разряде.
- Победительница 100 турниров WTA (24 — в одиночном разряде).
- Серебряный призёр Олимпийских игр 1988 и 1996 годов в женском парном разряде.
- Бронзовый призёр Олимпийских игр 1996 года в одиночном разряде.
- Экс-вторая ракетка мира в одиночном разряде.
- Экс-первая ракетка мира в парном разряде.

## Спортивная карьера

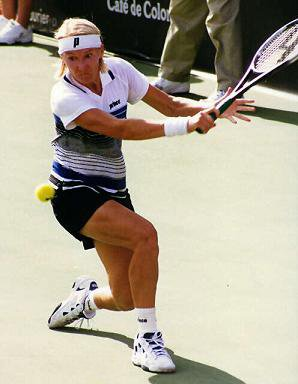

Профессиональная теннисистка в 1987—1999 годах. Одна из самых ярких звезд женского тенниса 1990-х годов. За карьеру выиграла 24 одиночных турнира и 76 парных соревнований.
Наивысшая позиция в рейтинге — 2 (28 сентября 1997 года).
Наиболее удачно спортсменка выступала на быстрых покрытиях (в частности, на кортах Уимблдона). Одна из немногих игроков, делавших акцент на игре с лета.
Первоначально Новотна громко заявила о себе как парный игрок. Но благодаря тренеру Гане Мандликовой в дальнейшем Яна стала отличным игроком в одиночных соревнованиях. В четвертьфинале Открытого чемпионата Австралии 1991 года Новотна сенсационно обыгрывает первую ракетку мира Штеффи Граф со счетом 5-7 6-4 8-6. В полуфинале переигрывает третью в рейтинге сильнейших Аранчу Санчес Викарио со счетом 6-2 6-4. В финале в напряженном матче уступает второй ракетке мира Монике Селеш в трех сетах 7-5 3-6 1-6. С этого момента начинается восхождение чешки на теннисный Олимп. В 1993 и 1997 годах играет в финалах Уимблдона.
Особенно драматично складывался финал 1993 года, где Новотна встречалась со Штеффи Граф. На Уимблдоне-93 Новотна была посеяна под восьмым номером, но находилась в своей лучшей спортивной форме. В чертвертьфинале она переиграла крайне неудобную для себя соперницу Габриэлу Сабатини (4 номер посева) со счетом 6-4  6-3. В полуфинале Новотна сумела нанести поражение легендарной Мартине Навратиловой (второй номер посева) со счетом 6-4 6-4. В финале чешка встретилась с лидером мирового женского тенниса Штеффи Граф. После проигранного в борьбе первого сета Новотна с разгромным счетом вела игру во втором и третьем сетах. Счет был 6-7 6-1 4-1 в пользу Яны Новотной, и казалось, что победа в кармане у чешки. Однако Граф сумела вернуться в игру. Пять геймов подряд выигрывает легендарная немка и в пятый раз поднимает кубок Уимблдона. Новотна плачет на церемонии награждения и заверяет болельщиков, что все равно победит на Уимблдоне. В 1998 году приходит долгожданная победа. В финале Новотна обыгрывает француженку Натали Тозья со счетом 6-4 7-6. Это единственная победа спортсменки в одиночных соревнованиях турниров Большого шлема.
Наивысшими позициями в рейтинге отмечены сезоны 1997 и 1998 годов, когда Новотна входила в тройку сильнейших и боролась за звание первой ракетки мира.
В 1998 году она могла бы стать первой ракеткой мира в случае победы на Открытом чемпионате США, но оступилась в полуфинале соревнования. В 1999 году завершает выступления в профессиональном Туре.
Очень успешно Новотна выступала в парных соревнованиях. В 1988 году в Сеуле становится серебряным призёром Олимпиады в паре с Хеленой Суковой. В финале представительницы Чехословакии в очень упорной борьбе уступили американкам Зине Гаррисон и Пэм Шрайвер — 6-4 2-6 8-10. В 1992 году на Играх в Барселоне Новотна играла в паре с Андреа Стрнадовой и уступила в 1/4 финала австралийской паре. В 1996 году в Атланте Новотна и Сукова вновь завоевали серебряную медаль, проиграв в финале американкам Джиджи Фернандес и Мэри-Джо Фернандес в двух сетах. Также Яна выиграла бронзовую медаль в одиночном турнире на Олимпиаде в Атланте (поражение в полуфинале от Аранчи Санчес Викарио 4-6 6-1 3-6 и победа в матче за третье место над Мэри Джо Фернандес). 12 раз выигрывала турниры Большого шлема в женском парном разряде и 4 раза — в миксте.
За карьеру заработала 11,2 млн долларов.

## Жизнь после спортивной карьеры

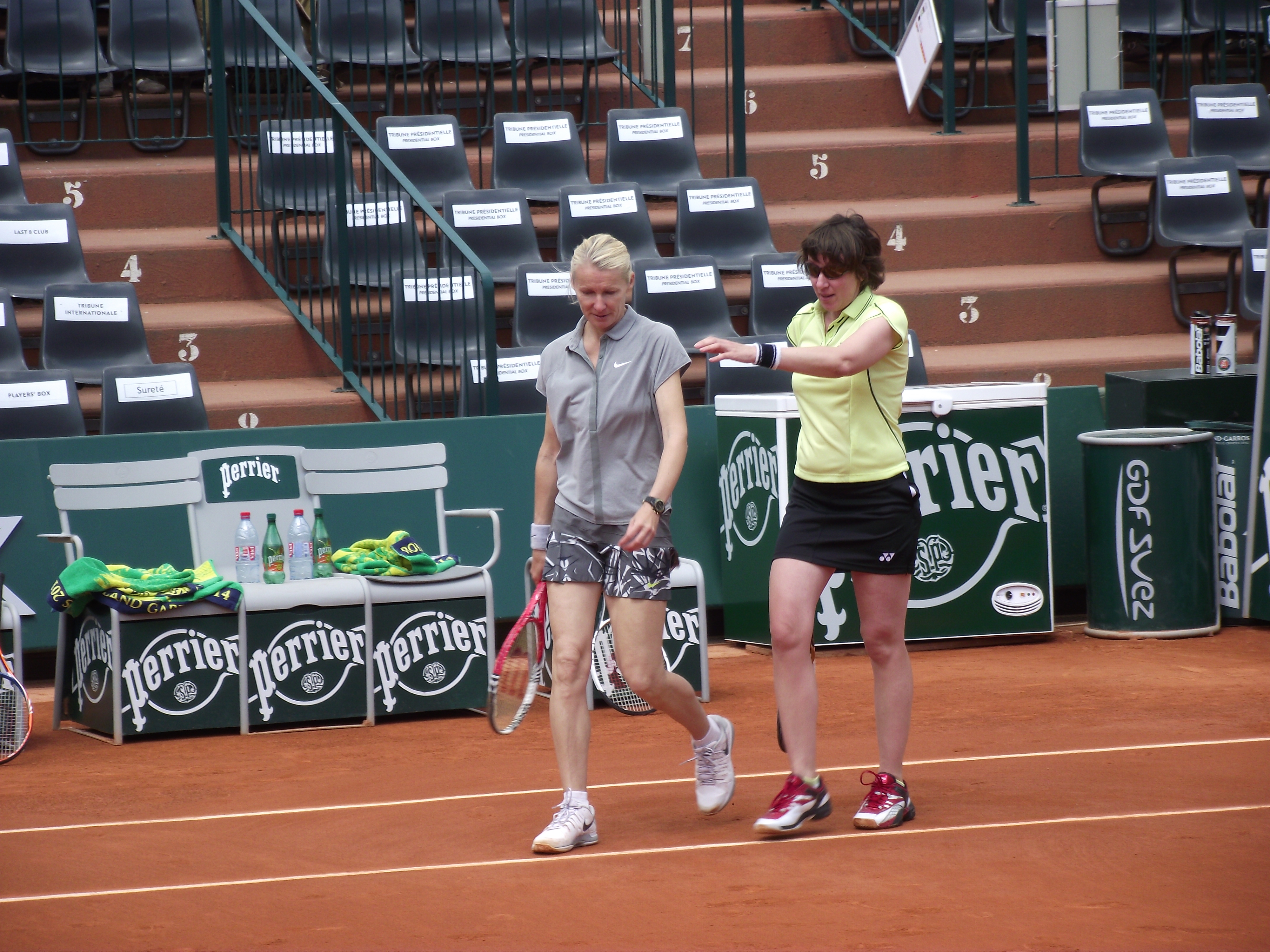
Новотна (слева) и Наташа Зверева на Ролан Гаррос 2014 года

В 1999 году Новотна завершила свою 14-летнюю карьеру в большом теннисе. В 2005 году за большие заслуги в спорте  была введена в Международный зал теннисной славы.
В 2006 году приняла также американское гражданство.
После завершения карьеры Яна стала заниматься благотворительностью и часто проводила выставочные матчи, в период 2000—2002 годов она комментировала поединки на Уимблдоне для Би-би-си, затем стала комментатором теннисных соревнований на чешском телевидении. В последние годы стала активно заниматься тренерской деятельностью — в 2013 году под её руководством тренировалась известная теннисистка Марион Бартоли, а начиная с 2014 года — чешка Барбора Крейчикова.
Новотна много лет жила во Флориде (США), но в 2010 году вернулась в свой родной город Брно (Чехия). 19 ноября 2017 года она скончалась от многолетнего онкологического заболевания. Спортсменка являлась лесбиянкой и последние семь лет жизни состояла в партнерских отношениях с бывшей польской теннисисткой Ивоной Кучиньской.

## Участие в финалах турниров Большого шлема (32)

### Одиночный разряд (4)

#### Победа (1)
| Год  | Турнир              | Покрытие | Соперник в финале | Счёт в финале |
| 1998 | Уимблдонский турнир | Трава    | Натали Тозья      | 6-4 7-62      |

#### Поражения (3)
| Год  | Турнир                       | Покрытие | Соперник в финале | Счёт в финале |
| 1991 | Открытый чемпионат Австралии | Хард     | Моника Селеш      | 5-7 6-3 6-1   |
| 1993 | Уимблдонский турнир          | Трава    | Штеффи Граф       | 7-66 1-6 6-4  |
| 1997 | Уимблдонский турнир          | Трава    | Мартина Хингис    | 2-6 6-3 6-3   |

### Женский парный разряд (23)

#### Победы (12)
| Год  | Турнир                           | Партнёр               | Соперники в финале                      | Счёт в финале |
| 1989 | Уимблдонский турнир              | Хелена Сукова         | Наталья Зверева Лариса Савченко-Нейланд | 6-1, 6-2      |
| 1990 | Открытый чемпионат Австралии     | Хелена Сукова         | Патти Фендик Мэри-Джо Фернандес         | 7-6, 7-6      |
| 1990 | Открытый чемпионат Франции       | Хелена Сукова         | Наталья Зверева Лариса Савченко-Нейланд | 6-4, 7-5      |
| 1990 | Уимблдонский турнир (2)          | Хелена Сукова         | Кэти Джордан Элизабет Смайли            | 6-3, 6-4      |
| 1991 | Открытый чемпионат Франции (2)   | Джиджи Фернандес      | Наталья Зверева Лариса Савченко-Нейланд | 6-4, 6-0      |
| 1994 | Открытый чемпионат США           | Аранча Санчес Викарио | Катерина Малеева Робин Уайт             | 6-3, 6-3      |
| 1995 | Открытый чемпионат Австралии (2) | Аранча Санчес Викарио | Наталья Зверева Джиджи Фернандес        | 6-3, 6-7, 6-4 |
| 1995 | Уимблдонский турнир (3)          | Аранча Санчес Викарио | Наталья Зверева Джиджи Фернандес        | 5-7, 7-5, 6-4 |
| 1997 | Открытый чемпионат США (2)       | Линдсей Дэвенпорт     | Наталья Зверева Джиджи Фернандес        | 6-3, 6-4      |
| 1998 | Открытый чемпионат Франции (3)   | Мартина Хингис        | Линдсей Дэвенпорт Наталья Зверева       | 6-1, 7-6      |
| 1998 | Уимблдонский турнир (4)          | Мартина Хингис        | Линдсей Дэвенпорт Наталья Зверева       | 6-3, 3-6, 8-6 |
| 1998 | Открытый чемпионат США (3)       | Мартина Хингис        | Линдсей Дэвенпорт Наталья Зверева       | 6-3, 6-3      |

#### Поражения (11)
| Год  | Турнир                         | Партнёр                 | Соперники в финале                      | Счёт в финале |
| 1990 | Открытый чемпионат США         | Хелена Сукова           | Мартина Навратилова Джиджи Фернандес    | 6-2, 6-4      |
| 1991 | Открытый чемпионат Австралии   | Джиджи Фернандес        | Патти Фендик Мэри-Джо Фернандес         | 7-6, 6-1      |
| 1991 | Уимблдонский турнир            | Джиджи Фернандес        | Наталья Зверева Лариса Савченко-Нейланд | 6-4, 3-6, 6-4 |
| 1991 | Открытый чемпионат США (3)     | Лариса Савченко-Нейланд | Наталья Зверева Пэм Шрайвер             | 6-4, 4-6, 7-6 |
| 1992 | Уимблдонский турнир (2)        | Лариса Савченко-Нейланд | Наталья Зверева Джиджи Фернандес        | 6-4, 6-1      |
| 1992 | Открытый чемпионат США (3)     | Лариса Савченко-Нейланд | Наталья Зверева Джиджи Фернандес        | 7-6, 6-1      |
| 1993 | Открытый чемпионат Франции     | Лариса Савченко-Нейланд | Наталья Зверева Джиджи Фернандес        | 6-3, 7-5      |
| 1993 | Уимблдонский турнир (3)        | Лариса Савченко-Нейланд | Наталья Зверева Джиджи Фернандес        | 6-4, 6-7, 6-4 |
| 1994 | Открытый чемпионат Франции (2) | Аранча Санчес Викарио   | Наталья Зверева Джиджи Фернандес        | 6-7, 6-4, 7-5 |
| 1994 | Уимблдонский турнир (4)        | Аранча Санчес Викарио   | Наталья Зверева Джиджи Фернандес        | 6-4, 6-1      |
| 1996 | Открытый чемпионат США (4)     | Аранча Санчес Викарио   | Наталья Зверева Джиджи Фернандес        | 1-6, 6-1, 6-4 |

### Смешанный парный разряд(5)

#### Победы (4)
| Год  | Турнир                           | Партнёр  | Соперники в финале                | Счёт в финале |
| 1988 | Открытый чемпионат Австралии     | Джим Пью | Мартина Навратилова Тим Галликсон | 5-7, 6-2, 6-4 |
| 1988 | Открытый чемпионат США           | Джим Пью | Элизабет Смайли Патрик Макинрой   | 7-5, 6-3      |
| 1989 | Открытый чемпионат Австралии (2) | Джим Пью | Зина Гаррисон Шервуд Стюарт       | 6-3, 6-4      |
| 1989 | Уимблдонский турнир              | Джим Пью | Дженни Бирн Марк Кратцманн        | 6-4, 5-7, 6-4 |

#### Поражение (1)
| Год  | Турнир                 | Партнёр       | Соперники в финале          | Счёт в финале |
| 1994 | Открытый чемпионат США | Тодд Вудбридж | Элна Рейнах Патрик Гэлбрайт | 6-2, 6-4      |